# Жить в твоей голове (альбом)
Жить в твоей голове — шостий студійний альбом російської співачки Земфіри, презентований 14 лютого 2013 року.
У музичному плані «Жить в твоей голове» відноситься до жанрів рок і поп-рок, а стилістично включає в себе елементи постпанку, тріп-хопу, пост-року, брит-попу і блюз-року. За словами виконавиці, у альбомі сильно відобразилось її захоплення ритмами і риффами. На противагу попередній роботі, де було багато духових та фортепіано, новий альбом побудований на виразних ритмах, риффах і гітарних партіях. Тематично платівка була названа дуже особистою, інтимною і відвертою і, в цьому контексті, була зрівняна з альбомом «Вендетта» (2005). Також деякі критики відзначали, що центральними на диску стали теми смерті і «внутрішньої еміграції».

## Про альбом
«Жить в твоей голове» отримав, в основному, позитивні відгуки від музичних критиків. Позитивно описувалися точність висловлювання, інтровертність і лаконічність звучання, подорослішали тексти пісень, змінений підхід до звукових текстур, точніший та збалансований музичний супровід композицій. Критикували альбом за надто меланхолійний і депресивний настрій і зайве переважання на диску теми смерті. Кілька оглядачів також відзначали занадто сильний тиск на творчий процес запису платівки з боку публіки, а Андрій Бухарін з Rolling Stone Russia з цієї причини відмовився давати диску оцінку.
На підтримку альбому було випущено чотири сингли: «Без шансов», «Деньги», «Кофевино» і «Чайка». Відразу після релізу «Жить в твоей голове» отримав комерційний успіх в Росії. За три тижні після випуску він був прослуханий онлайн близько 6 мільйонів разів, а загальні продажі в інтернеті і на фізичних носіях склали понад 37 тисяч примірників. Диск встановив рекорд по доходах для продаж в російському сегменті інтернету. Для підримки альбому Земфіра відправилася в концертний тур «Земфіра. Тур 2013» по містах Росії, країнах СНД, Балтики та Європи.

## Список композицій
Автор музики і слів Земфіра Рамазанова. 
| #     | Назва                                                                                                   | Тривалість |
| ----- | --- | ---------- |
| 1.    | «Жить в твоей голове»                                                                                   | 5:24       |
| 2.    | «Без шансов»                                                                                            | 2:46       |
| 3.    | «Деньги»                                                                                                | 3:57       |
| 4.    | «Кофевино»                                                                                              | 3:33       |
| 5.    | «Чайка»                                                                                                 | 3:24       |
| 6.    | «Если бы»                                                                                               | 3:44       |
| 7.    | «Похоронила» (у композиції використано фрагмент «Alleluia Video Caelos Apertos» Schola Hungarica Choir) | 3:29       |
| 8.    | «Река»                                                                                                  | 3:24       |
| 9.    | «Кувырок»                                                                                               | 3:36       |
| 10.   | «Гора»                                                                                                  | 5:17       |
| 36:34 | |            |

## Історія релізу
| Регіон                              | Дата            | Формат              | Лейбл             |
| ----------------------------------- | --------------- | ------------------- | ----------------- |
| Росія, Україна, Білорусь, Казахстан | 14 лютого 2013  | Цифрова дистрибуція | Navigator Records |
| Росія                               | 15 февраля 2013 | Компакт-диск        | Navigator Records |
| Країни iTunes Store (id603159768)   | 16 лютого 2013  | Цифрова дистрибуція | Navigator Records |